# Ben Hutton
Ben Hutton (* 20. April 1993 in Brockville, Ontario) ist ein kanadischer Eishockeyspieler, der seit Oktober 2021 bei den Vegas Golden Knights aus der National Hockey League (NHL) unter Vertrag steht. Mit dem Team gewann der Verteidiger in den Playoffs 2023 den Stanley Cup. Zuvor verbrachte er vier Jahre in der Organisation der Vancouver Canucks, eine Saison bei den Los Angeles Kings und spielte kurzzeitig für die Anaheim Ducks und Toronto Maple Leafs. Mit der kanadischen Nationalmannschaft gewann Hutton bei der Weltmeisterschaft 2016 die Goldmedaille.

## Karriere

### Jugend und Universität
Ben Hutton wurde in Brockville geboren und wuchs im wenige Kilometer entfernten Prescott auf. Im Jugendbereich war er für die Kemptville 73s sowie für die Nepean Raiders aktiv, die jeweils nicht in den drei höchsten kanadischen Juniorenligen ansässig sind. Zudem wechselte er erst im Alter von 16 Jahren von der Angreifer- auf die Verteidigerposition, weil das Team auf dieser Position knapp an Personal war. In der Folge wurde er im NHL Entry Draft 2011 nicht berücksichtigt und erst im Draft 2012 an 147. Position von den Vancouver Canucks ausgewählt.
Im Anschluss schrieb sich Hutton an der University of Maine ein, begann ein Studium der Wirtschaftswissenschaften und spielte fortan für deren Eishockeymannschaft, die Maine Black Bears, in der National Collegiate Athletic Association (NCAA). Sein Durchbruch gelang ihm dort als Sophomore, als er mit 15 Toren die meisten eines Verteidigers in der gesamten NCAA erzielte und in der Folge ins First All-Star Team der Hockey East gewählt wurde.

### NHL
Nach der College-Saison 2014/15 unterzeichnete Hutton einen Einstiegsvertrag bei den Vancouver Canucks. Er debütierte wenig später beim Farmteam der Canucks, den Utica Comets, in der American Hockey League und kam dort bis zum Ende der Spielzeit auf vier Einsätze und ein Tor. Während der Vorbereitung auf die Saison 2015/16 erspielte sich der Verteidiger einen Stammplatz im NHL-Aufgebot und absolvierte 75 Spiele in seiner Rookie-Saison in der National Hockey League (NHL). Dabei führte er alle Abwehrspieler der Canucks in Torvorlagen (24) und Scorerpunkten (25) an.
Nach seiner ersten kompletten Spielzeit im Profibereich wurde Hutton in den Kader der kanadischen Nationalmannschaft berufen, mit der an der Weltmeisterschaft 2016 teilnahm und dabei mit dem Team die Goldmedaille gewann.
Im November 2016 verlängerten die Canucks seinen im Sommer 2017 auslaufenden Vertrag vorzeitig um zwei Jahre, in denen er – mit der Saison 2017/18 beginnend – jeweils 2,8 Millionen US-Dollar verdienen soll. Diesen erfüllte Hutton in der Folge, konnte sich mit dem Team jedoch im Sommer 2019 auf keine Verlängerung einigen, sodass er sich im September 2019 als Free Agent den Los Angeles Kings anschloss. Auch dort erhielt er nach der Saison 2019/20 keinen weiterführenden Vertrag, sodass er sich seit Oktober 2020 auf der Suche nach einem neuen Arbeitgeber  befindet. Im Januar 2021 schloss er sich vorerst probeweise (professional tryout contract) den Anaheim Ducks an, was wenig später in einem festen Engagement mündete. Bereits im April 2021 gaben ihn die Ducks jedoch kurz vor der Trade Deadline im Tausch für ein Fünftrunden-Wahlrecht im NHL Entry Draft 2022 an die Toronto Maple Leafs ab. Dort beendete er die Saison 2020/21, erhielt jedoch im Sommer keinen weiterführenden Vertrag. Erst Ende Oktober 2021 wurde der Kanadier von den Vegas Golden Knights für den Rest der Spielzeit 2021/22 verpflichtet. Die Golden Knights errangen in den Playoffs 2023 ihren ersten Stanley Cup der noch jungen Franchise-Geschichte, da Hutton jedoch weder die Hälfte der Partien in der Hauptrunde bestritt noch in der Finalserie zum Einsatz kam, blieb vorerst unklar, ob er auf der Trophäe verewigt wird, was letztlich dennoch geschah.

## Erfolge und Auszeichnungen
- 2014 Hockey East First All-Star Team
- 2016 Goldmedaille bei der Weltmeisterschaft
- 2023 Stanley-Cup-Gewinn mit den Vegas Golden Knights

## Karrierestatistik
Stand: Ende der Saison 2024/25

### International
Vertrat Kanada bei:
- Weltmeisterschaft 2016

(Legende zur Spielerstatistik: Sp oder GP = absolvierte Spiele; T oder G = erzielte Tore; V oder A = erzielte Assists; Pkt oder Pts = erzielte Scorerpunkte; SM oder PIM = erhaltene Strafminuten; +/− = Plus/Minus-Bilanz; PP = erzielte Überzahltore; SH = erzielte Unterzahltore; GW = erzielte Siegtore; 1 Play-downs/Relegation; Kursiv: Statistik nicht vollständig)